# Beaugies-sous-Bois
Beaugies-sous-Bois is een gemeente in het Franse departement Oise (regio Hauts-de-France) en telt 86 inwoners (2009). De plaats maakt deel uit van het arrondissement Compiègne.

## Geografie
De oppervlakte van Beaugies-sous-Bois bedraagt 4,0 km², de bevolkingsdichtheid is dus 21,5 inwoners per km².
De onderstaande kaart toont de ligging van Beaugies-sous-Bois met de belangrijkste infrastructuur en aangrenzende gemeenten.

## Demografie
Onderstaande figuur toont het verloop van het inwonertal (bron: INSEE-tellingen).